# Golbey
Golbey é uma comuna francesa na região administrativa do Grande Leste, no departamento de Vosges. Estende-se por uma área de 9.49 km², e possui 8.714 habitantes, segundo o censo de 2018, com uma densidade de 920 hab/km².